# Hervormde kerk (Grolloo)
De hervormde kerk van Grolloo is een in 1853 gebouwde zaalkerk aan de Hoofdstraat in de Drentse plaats Grolloo.

## Beschrijving
De Nederlands Hervormde kerk van Grolloo werd in 1853 gebouwd met steun van de rijksoverheid als een zogenaamde waterstaatskerk. De kerk heeft een neoclassicistisch uiterlijk. In 1975 is de kerk door Bureau Monumentenzorg van de provincie Drenthe gerestaureerd. De dorische zuilen en de kroonluchter stammen uit de tijd van de restauratie. De preekstoel en de banken dateren uit de tijd dat de kerk werd gebouwd.
De zijmuren van de kerk bevatten vijf traveeën. De voorzijde van de kerk is symmetrisch vorm gegeven. De ingang bevindt zich in het middenrisaliet met ter weerszijden grote rondbogige gietijzeren vensters. Boven de ingang is een kleiner rondbogig venster. Nog verder naar boven is een uurwerk met daarboven een opengewerkte achtkantige torenspits. In de toren hangt een uit 1422 stammende klok, die van elders afkomstig is. In 1983 werd een uit Assen afkomstig orgel in de kerk geplaatst. Dit orgel was oorspronkelijk in 1934 gemaakt voor de kapel van de psychiatrische inrichting Licht en Kracht in Assen.
Het kerkgebouw is erkend als rijksmonument, vanwege de cultuurhistorische, de architectuurhistorische en het stedebouwkundig belang. Ook de samenhang met de eveneens neoclassicistische pastorie en met de naastgelegen begraafplaats en de gaafheid van de kerk speelden een rol bij de aanwijzing tot rijksmonument.